# جيمس إم. كينت
جيمس إم. كينت هو محامي وقاضي وسياسي كندي، ولد في 1872، وتوفي في 1939.